# Christianisme au Pakistan

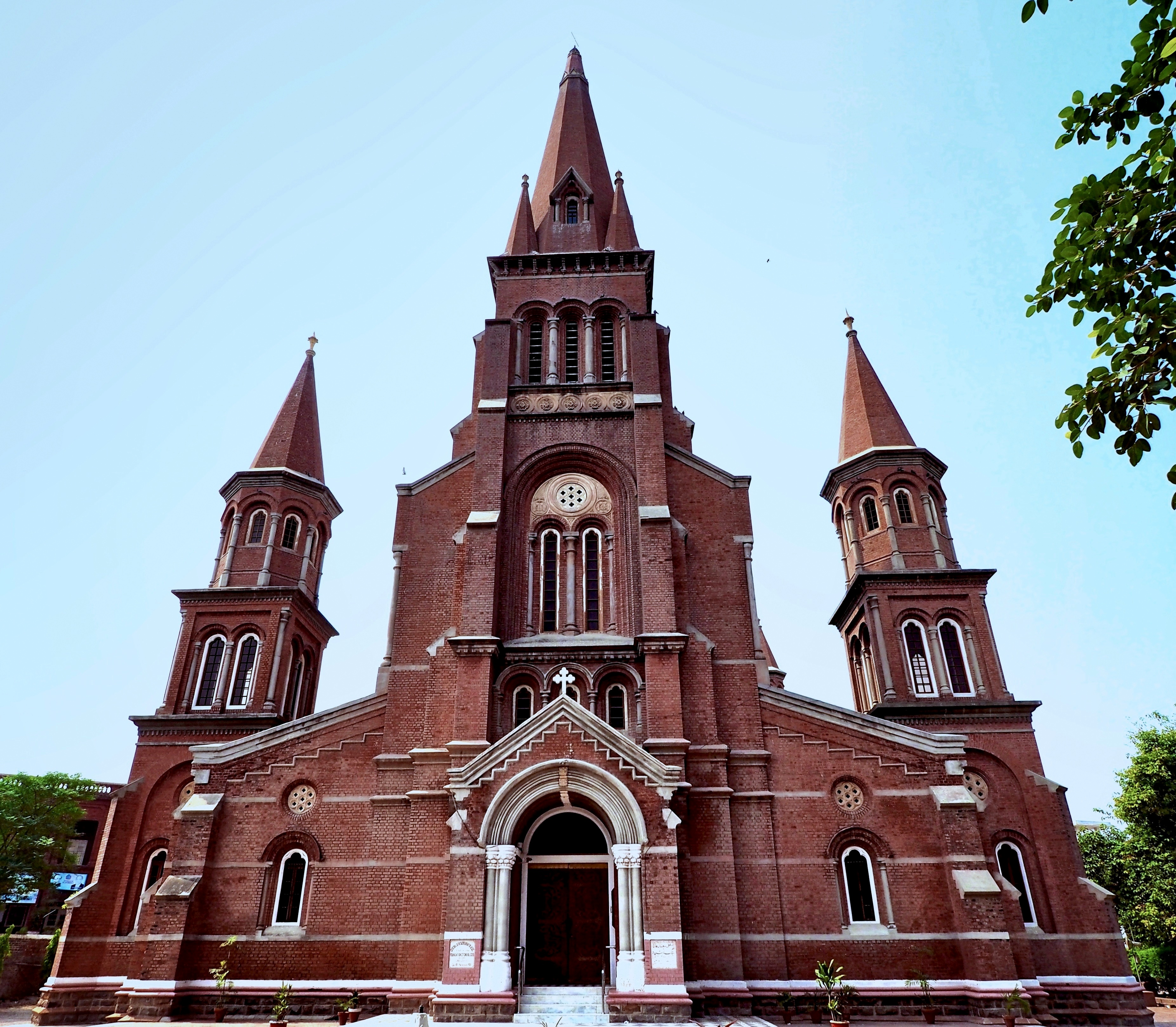
La cathédrale du Sacré-Cœur de Lahore.

Le christianisme au Pakistan représente la deuxième minorité religieuse du pays après l'hindouisme. Les chrétiens comptent pour environ 1,4 % de la population du Pakistan ou 3,3 millions de fidèles, selon le recensement de 2023.     
Les chrétiens du Pakistan ont joué un rôle important dans la création de ce pays, ce qui est reconnu par les autorités et de nombreux notables pakistanais. Pourtant, depuis la fondation du Pakistan en 1947, ils souffrent de nombreuses discriminations et violences, notamment des conversions forcées, le pays étant le cinquième pire au monde de l'index mondial de persécution des chrétiens. 
Les chrétiens pakistanais vivent essentiellement dans la province du Pendjab. On compterait approximativement autant de protestants que de catholiques.
Comme pour les autres minorités religieuses, les chrétiens pakistanais se disent régulièrement sous-évalués dans les divers recensements et estimations officielles. 

## Historique

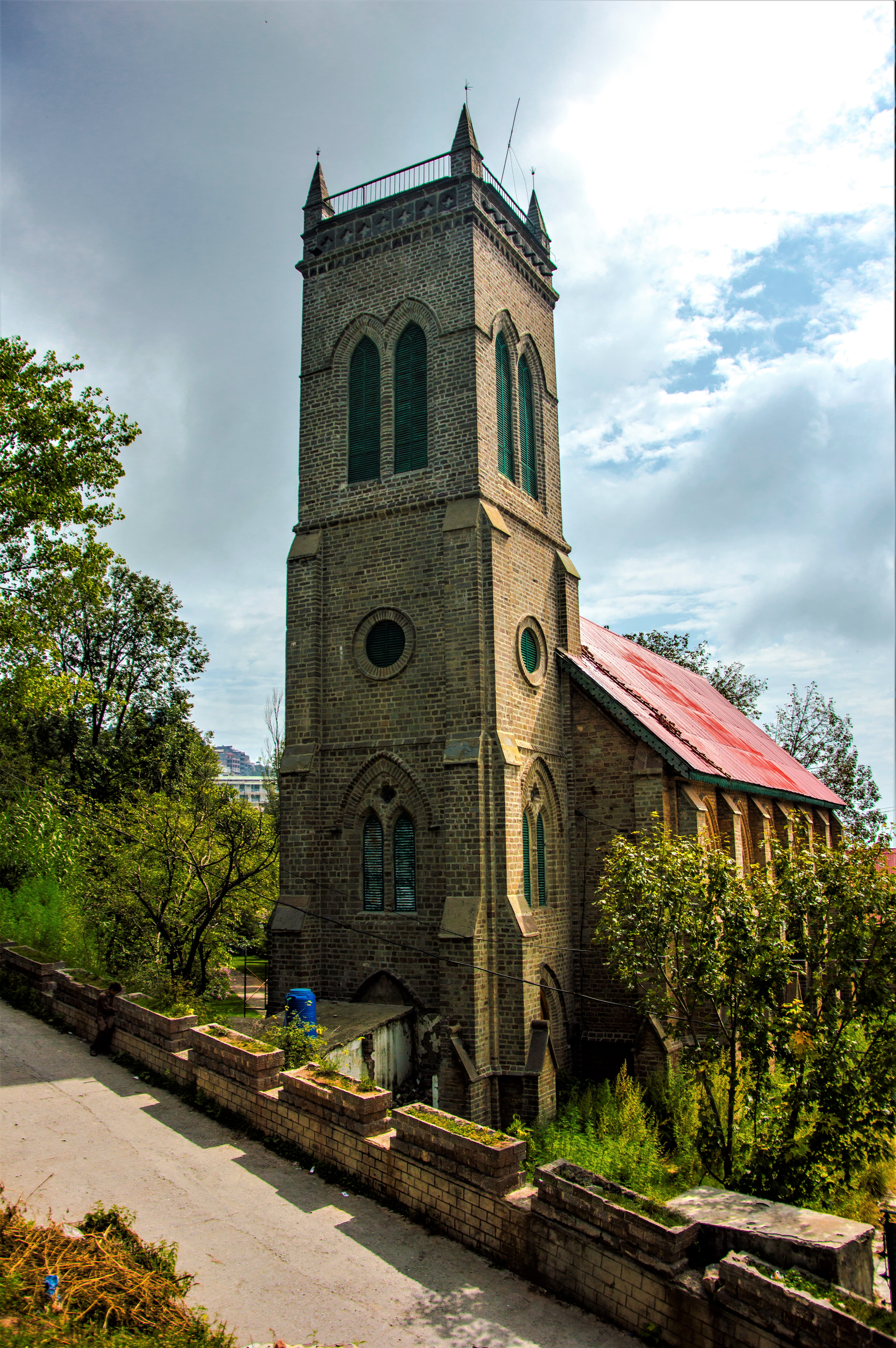
Église de la Sainte-Trinité de Murree.

Une partie des pakistanais chrétiens ont été convertis par des missionnaires étrangers sous la période coloniale entre 1757 et 1947 et du Raj britannique. Cependant, avant 1757, des missionnaires portugais et français étaient déjà actifs.
L'anthropologue suisse Paul Rollier, spécialiste de la culture politique et de l'islam au Pakistan, considère que les chrétiens du Pakistan descendent massivement d'intouchables hindous qui se sont convertis durant l'époque coloniale. Cela explique notamment le fait que les chrétiens pakistanais sont massivement pauvres et cantonnés à des métiers considérés comme « impurs » par le reste de la population.
Lors du mouvement pour le Pakistan mené par la Ligue musulmane, des chrétiens soutiennent la création de cette nation destinée à accueillir les musulmans indiens, comme Sir Victor Turner et Alvin Robert Cornelius qui contribuent à l'élaboration du nouvel État. Certains chrétiens croient en effet que ce pays les acceptera mieux alors qu'ils redoutent le système des castes hindoues. 
Les chrétiens échappent en partie aux massacres et déplacements de population lors la partition des Indes de l'été 1947 et sont nombreux à rester au Pakistan. Pour échapper aux violences, quelques hindous, sikhs et musulmans se convertissent au christianisme côté pakistanais. 
La situation des chrétiens va nettement se dégrader par la suite. Dès 1949, l'Objectives Resolution fait de l'islam la religion d’État mais garantit les droits des minorités et la liberté de religion. 
Le régime du général Muhammad Zia-ul-Haq constitue un tournant, alors que sa politique d'islamisation conduit à un durcissement de l'interdiction du blasphème envers l'islam en 1986, tandis que celui-ci vise souvent les chrétiens sur la base de simples témoignages.  
L'insurrection talibane qui frappe le pays à partir de 2004 va créer une vague d'attentats ciblant notamment les chrétiens. 
Créée en 2002 par le chrétien Shahbaz Bhatti, la All Pakistan Minorities Alliance entend défendre les droits des minorités religieuses et s'est alliée avec le Parti du peuple pakistanais. Bhatti devient ainsi ministre des Minorités de 2008 à 2011, jusqu'à son assassinat pour avoir soutenu Asia Bibi.

## Dénombrement

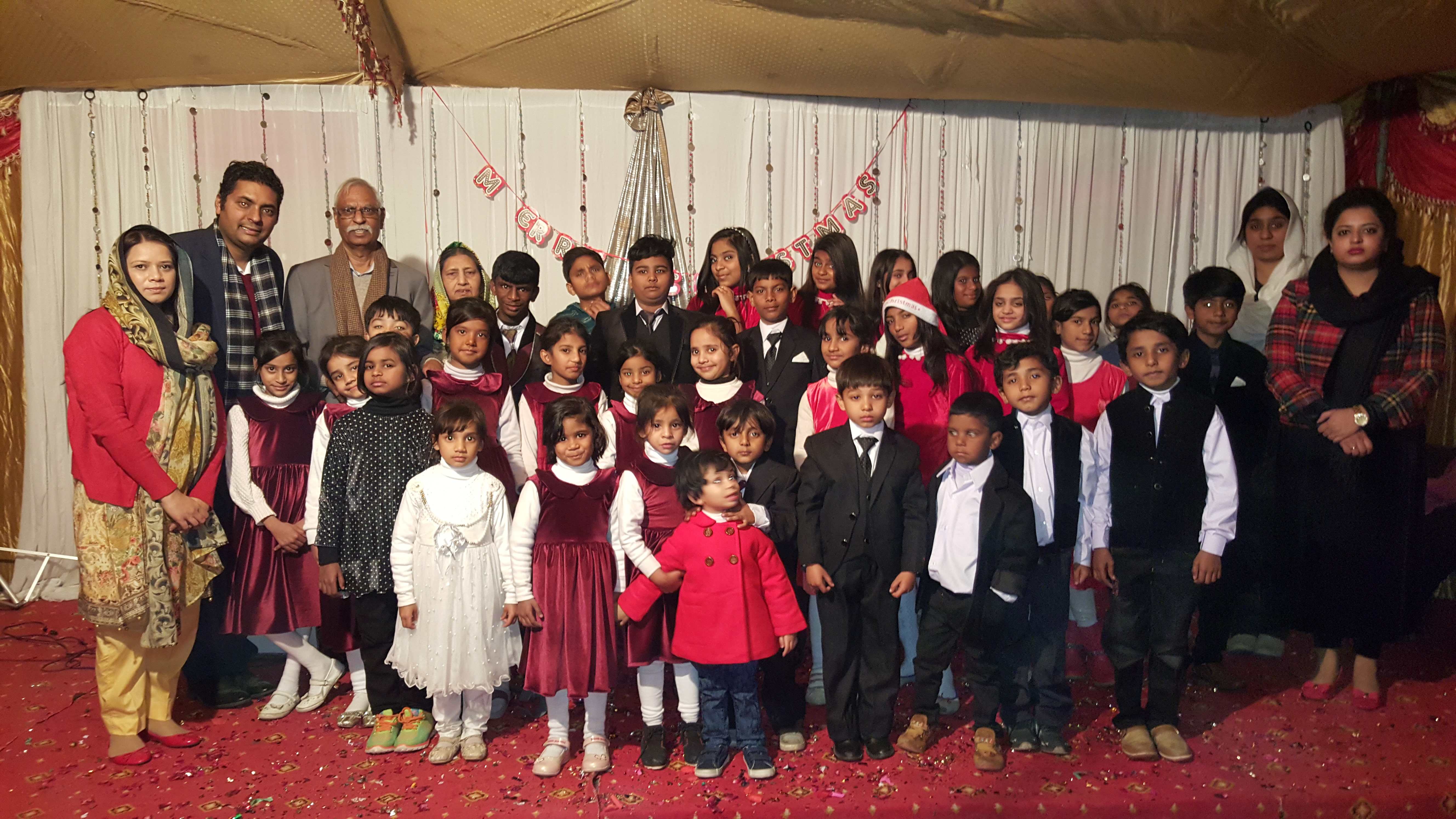
Chrétiens préparant les fêtes de Noël 2017 à Abbottabad.

Selon le recensement de 2023, les chrétiens représentent 1,37 % de la population, soit 3 300 788 individus. Elle est la deuxième minorité derrière les hindous.
Les chrétiens semblent tendanciellement en baisse, puisque le recensement de 1998 indiquait une proportion de 1,59 % de la population, soit environ 2,1 millions de personnes. En 2018, 1,64 million de chrétiens sont inscrits sur les listes électorales, soit 1,61 % des électeurs enregistrés,.
En dehors de ces données officielles, il est difficile d'obtenir des évaluations indépendantes ainsi que le poids des différentes Églises. Selon une commission britannique, il y aurait 2,8 millions de chrétiens en 2018 au Pakistan. Selon l'ONG chrétienne Portes ouvertes, ils seraient 3,9 millions. La communauté est souvent décrite comme partagée également entre catholiques et protestants, mais pour Portes ouvertes, le pays compte un million de catholiques contre 2,4 millions de protestants. 
Contrairement à la minorité hindoue, qui a de nombreux districts où ils dépassent les 10 % de la population, surtout dans le Sind, la communauté chrétienne du Pakistan n'a pas de district où cette minorité aurait un fort pourcentage de la population. Les chrétiens pakistanais sont en fait assez dispersés dans toutes les provinces du pays. Cependant, ils sont surtout présents dans la province du Pendjab, avec 74 % des chrétiens et où ils constituent 1,9 % de la population, surtout dans le nord de la province, selon le recensement de 2023. Ils sont proportionnellement les plus importants à Lahore et Islamabad, avec près de 5 % de la population. Pour les autres provinces, ils sont 1 % dans le Sind, 0,4 % dans le Baloutchistan et 0,3 % à Khyber Pakhtunkhwa,.

## Institutions et lieux de cultes
L'Église catholique au Pakistan a 800 000 membres. Elle a été établie en 1970 comme fusion des églises presbytérienne, méthodiste, anglicane et luthérienne. Elle fait partie de la Communion anglicane.[pas clair]

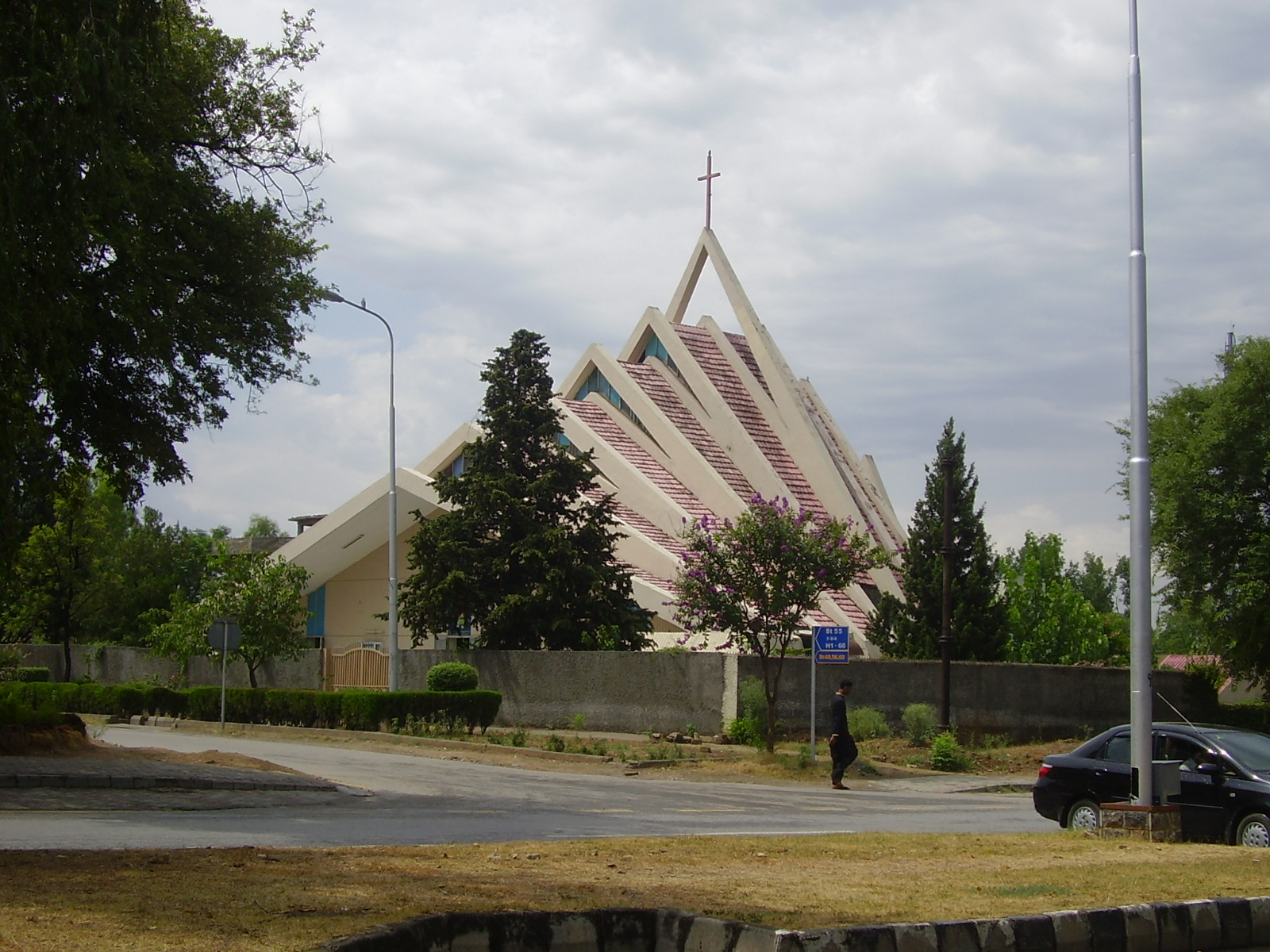
Église moderne Fatima à Islamabad, construite en 1990.

L'église catholique divise le Pakistan en deux archidiocèses : à Karachi, on trouve la cathédrale Saint-Patrick construite en 1881. Plus grande église du pays, c'est le siège de l'archidiocèse de Karachi. La cathédrale du Sacré-cœur est quant-à elle le siège de archidiocèse de Lahore. Enfin, le vicariat apostolique de Quetta recouvre la province du Baloutchistan.
La construction de la ville-nouvelle Islamabad à partir des années 1960 a été l'occasion de l'implantation de nouvelles églises modernes.

## Persécutions

### Discriminations

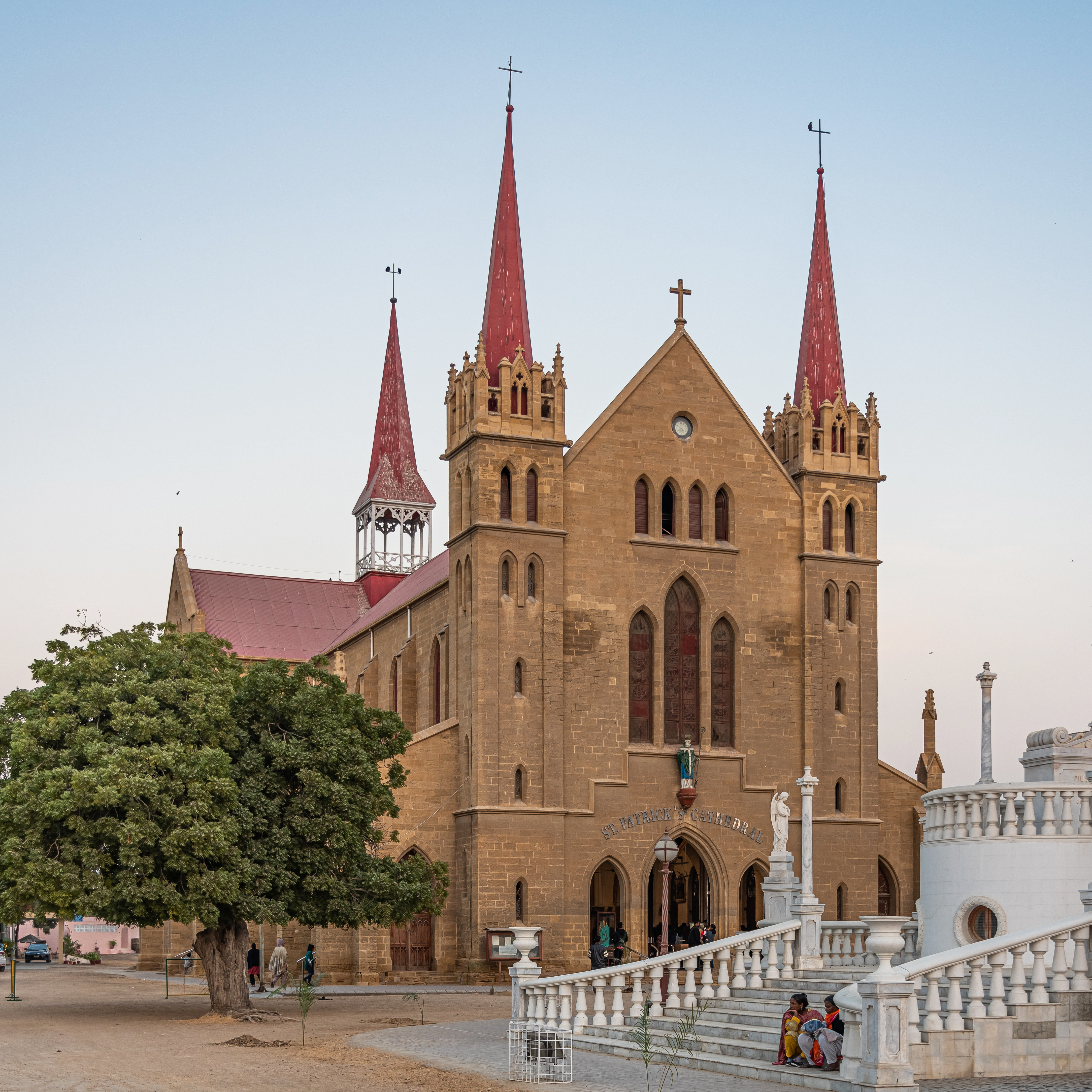
Cathédrale Saint-Patrick de Karachi.

En 2020, le Pakistan est le cinquième pays du monde où les chrétiens sont le plus persécutés selon l'index de Portes ouvertes. Ces derniers sont en effet généralement mal acceptés par la population musulmane et ont très difficilement accès aux hauts postes exécutifs, administratifs et politiques. Exclus par la majorité, ils vivent pour la plupart dans des bidonvilles sans accès à l'eau courante ni à l'électricité.
L'un des motifs de discriminations les plus courants se situe dans l'accusation de blasphème envers l'islam, notamment depuis l'introduction d'une loi en 1986 sous le régime de Muhammad Zia-ul-Haq qui le punit de la peine de mort. Une commission de l'Église catholique estime que de 1986 à 2009, au moins 964 personnes ont été inculpées de désacralisation du Coran ou de blasphème envers le prophète Mahomet, dont 479 musulmans et 119 chrétiens, ces derniers constituant donc 12 % des accusés alors qu'ils représentent moins de 2 % de la population.
Alors que les musulmans accusés de blasphème n'ont affaire qu'à la justice, il en va différemment pour les chrétiens, qui font parfois l'objet de grandes violences de la part de musulmans, violences pouvant aller jusqu'à la mort. Ainsi, le 4 novembre 2004, un couple de chrétiens accusé de blasphème a été battu à mort par une foule, qui a ensuite brûlé leurs corps. Parfois, aussi, lorsqu'un chrétien est accusé de blasphème, des musulmans s'en prennent au village dont est issu l'accusé et aux villageois. En 2005, des émeutes anti-chrétiennes à Faisalabad conduisent à la destruction d'habitations et d'une église chrétienne.
En 2009 commence la très médiatique affaire Asia Bibi, du nom de cette femme chrétienne de la province du Pendjab, accusée de blasphème à la suite d'une dispute d'ouvrières agricoles à thème religieux opposant islam et christianisme. Sur ce chef d'accusation elle est condamnée à mort par un tribunal local. Son cas fait l'objet d'une médiatisation internationale, alors que cette situation n'est pas rare au Pakistan, bien qu'aucune exécution n'ait eu lieu pour ce motif. L'affaire provoque également un vif débat en interne sur la loi interdisant le blasphème, pour laquelle certains rares hommes politiques du Parti du peuple pakistanais proposent d'abolir la peine de mort. Asia Bibi est finalement acquittée par la Cour suprême en octobre 2018, malgré des manifestations du Tehreek-e-Labbaik Pakistan qui la menace de mort. Elle fuit le pays l'année suivante,.
Au Pakistan, les chrétiens sont aussi très discriminés par rapport aux emplois, et ils ont bien souvent un emploi considéré comme "impur", comme par exemple, éboueur, ou balayeur des rues.  Rabiya Javeri Agha, de la commission Pakistanaise pour les droits de l'homme, indique qu'en 2022, 80 % des éboueurs du Pakistan sont chrétiens, ou issus d'autres communautés religieuses. Selon Vatican News et le World Watch List, la crise du COVID-19 a entraîné une plus grande discrimination à l'encontre des chrétiens, l'aide n'étant fournie aux chrétiens que s'ils se convertissaient à l'islam.

### Tentatives de censures

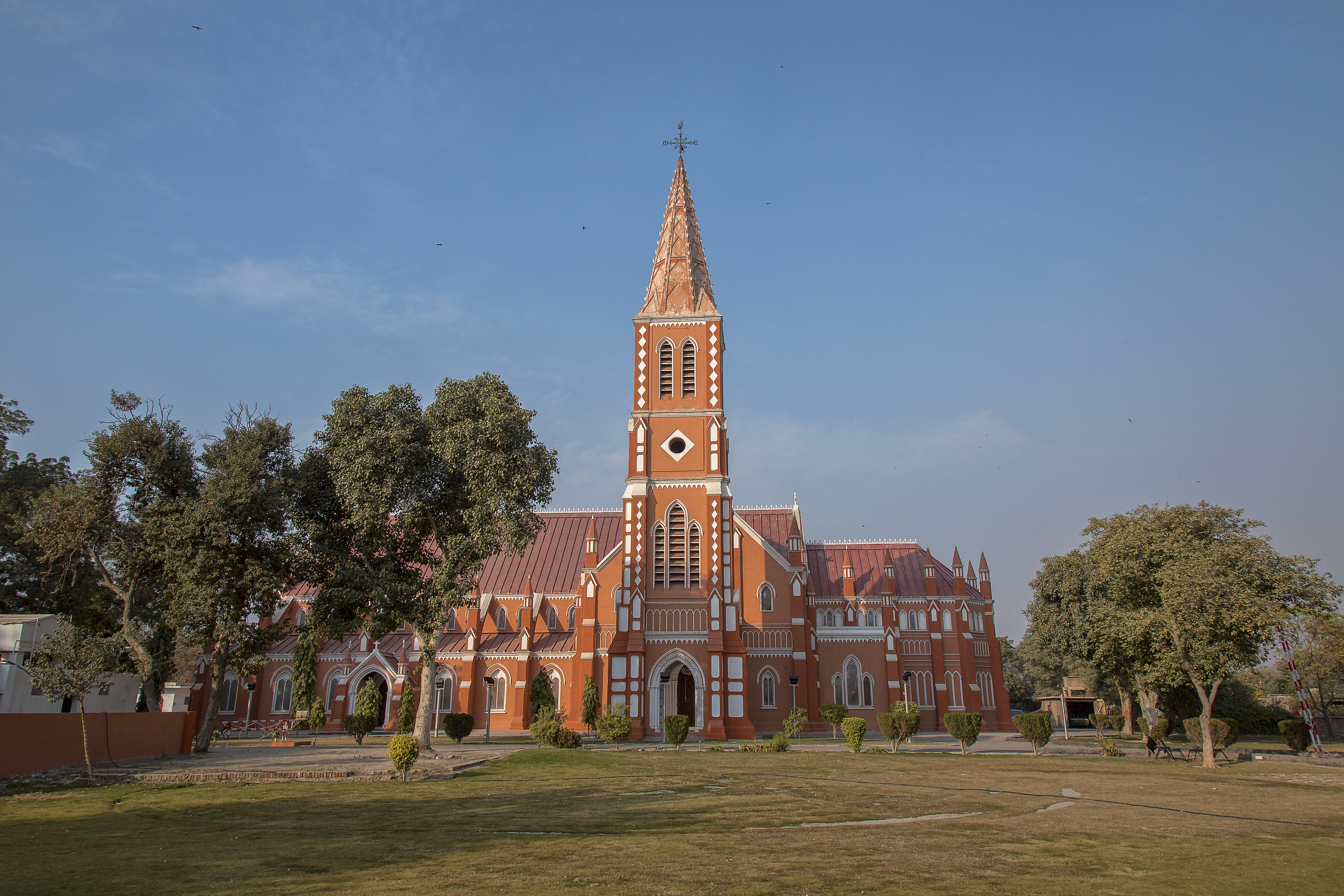
Cathédrale Sainte-Marie de Multan.

Le 30 mai 2011, le maulana Abdul Rauf Farroqi, responsable du parti islamiste JUI-S, avait jugé la Bible comme étant blasphématoire devant la presse et son parti avait demandé son interdiction auprès de la Cour suprême. La demande a néanmoins été retirée le 13 juin 2011 par le chef du parti Sami-ul-Haq en raison du caractère sacré de la Bible. Pour le prêtre catholique, P. Francis Nadeem : « il est impossible de traduire en justice un livre saint. Jésus-Christ est mentionné dans le Coran sous le nom de ʿĪsā et toute démarche visant à nuire à la Bible entrerait en contradiction avec la foi professée par la vaste majorité des habitants de ce pays ».
Le 18 novembre 2011, les autorités pakistanaises ordonnent aux opérateurs de télécommunications du pays de bloquer une liste de mots jugés obscènes. Parmi ces derniers se trouvait « Jésus-Christ ». Toutefois, à la suite de l'intervention du ministre de l'Harmonie nationale, Akram Gill, l'interdiction a été levée dès le 24 novembre de la même année car jugée comme allant à l'encontre de la Constitution,.

### Conversions forcées
Selon l'agence Fides du Vatican, chaque année, 700 femmes chrétiennes sont enlevées, séquestrées, converties de force à l'islam et mariées de force à des musulmans. Elles sont également menacées de représailles sur elles ou leurs familles si elles s'enfuient. Certaines se sont suicidées. D'autres ont été répudiées puis vendues à des trafiquants d'êtres humains. D'autres parviennent à s'enfuir et à porter plainte mais les tribunaux leur donnent difficilement raison. Dans la plupart des cas, elles sont renvoyées à leur « mari ». C'est ce qu'affirme Sardar Mushtaq Gill, avocat, membre de la LEAD (Legal Evangelical Association Development). Le viol des chrétiennes serait aussi fréquent.
En 2020, plusieurs affaires de ce type sont médiatisées et entrainent des manifestations dans le pays pour dénoncer des décisions de justice reconnaissant parfois ces mariages forcés comme valides. Sous pression, la ministre Shireen Mazari finit par intervenir en leur faveur et les filles sont restituées à leur famille sur ordre de la justice, tandis que les présumés ravisseurs sont arrêtés, un fait rare dans le pays,.

### Violences

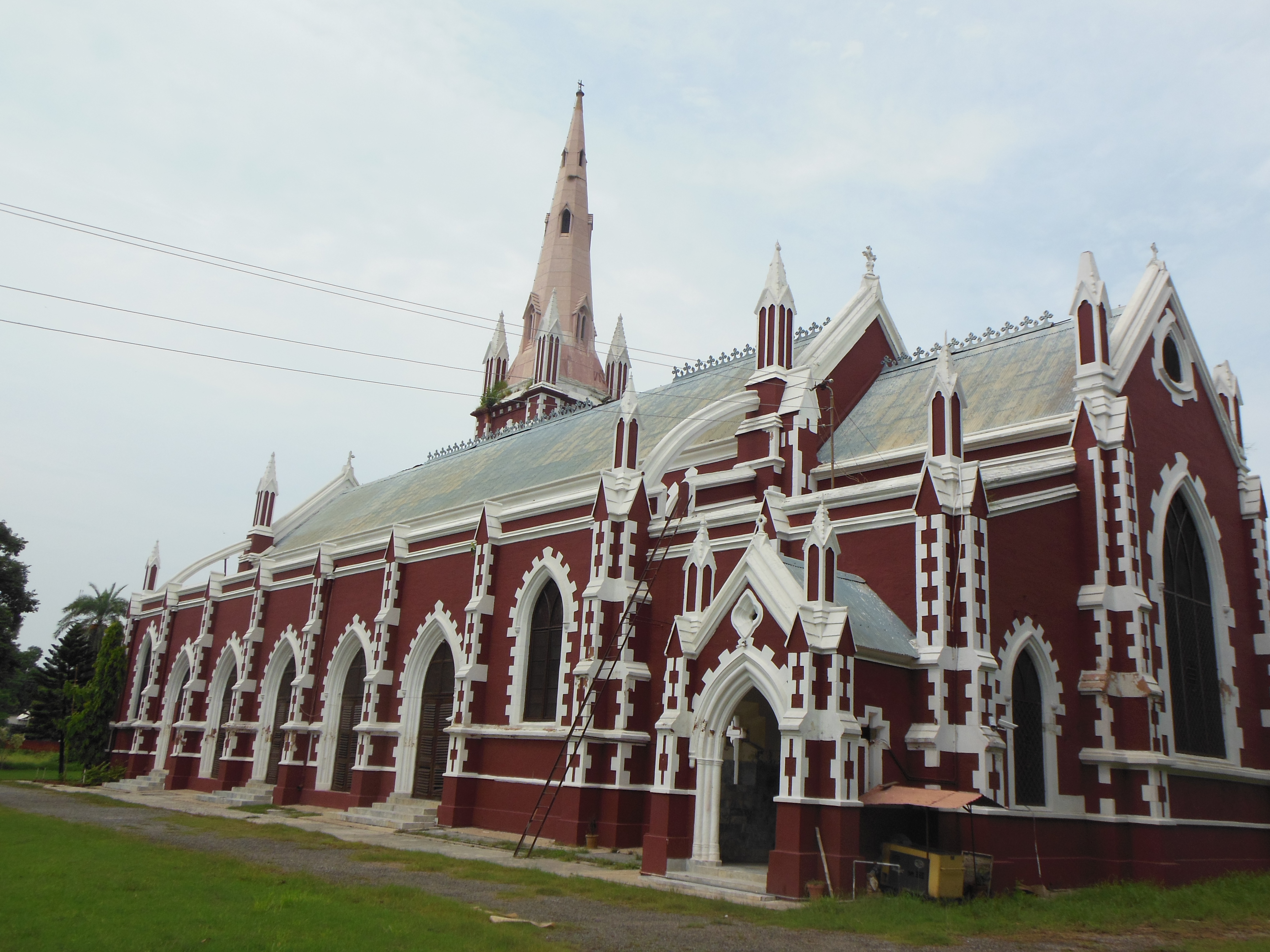
Cathédrale de la Sainte-Trinité de Sialkot.

Les chrétiens pakistanais sont l'objet de nombreuses menaces, attaques, violences et attentats organisés par des groupes islamistes comme le Tehrik-e-Taliban Pakistan, que l'armée pakistanaise combat dans le cadre de l'insurrection islamiste au Pakistan. 
Des chrétiens sont victimes de tentative d'assassinat par des musulmans, pour leur seule appartenance religieuse. Ainsi, le 14 avril 2015, un adolescent chrétien, Nauman Masih, 14 ans, a été arrosé d'essence et brûlé vif, dans la rue, par de jeunes musulmans, lorsque ces derniers ont appris qu'il était chrétien.
L'attaque la plus violente est l'attentat de l'église de Tous-les-Saints à Peshawar le 22 septembre 2013, qui fait 127 morts et est revendiquée par Joundallah. Le 27 mars 2016, lors du dimanche de Pâques, dans un parc public de Lahore où de nombreuses familles chrétiennes sont rassemblées près d'un espace de jeux pour enfants, un nouvel attentat-suicide contre la communauté chrétienne fait au moins 72 morts, dont 29 enfants et de nombreuses femmes, ainsi que 340 personnes blessées. Le groupe Jamaat-ul-Ahrar, issu du mouvement des talibans, a rapidement revendiqué la responsabilité de l'attentat-suicide et sa claire motivation anti-chrétienne. Le rassemblement ne bénéficiait d'aucune protection policière. La réprobation nationale officielle (deuil de trois jours au Pendjab) et internationale est unanime,,.